# 三好市立山城中学校
三好市立山城中学校（みよししりつ やましろちゅうがっこう）は、徳島県三好市山城町大川持にある公立中学校。

## 沿革
- 1972年 - 山城中学校、河内中学校、三名中学校、三名中学校上名分校の4校が統合し山城中学校となる。
- 1974年（昭和49年）3月25日 - 寄宿舎（青雲寮）工事竣工。
- 2003年（平成15年）
  - 3月23日 - 寄宿舎（青雲寮）閉寮。
  - 4月1日 - スクールバス運行開始。
- 2006年 - 市町村合併により、三好市立山城中学校となる。

## 校訓
- 至誠
- 自主

## 部活動
- バレーボール部
- 剣道部
- 卓球部
- 吹奏楽部[1]

## 通学区域が隣接している学校
- 三好市立池田中学校
- 三好市立井川中学校
- 東みよし町立三加茂中学校
- 三好市立東祖谷中学校
- 高知県大豊町立大豊学園
- 愛媛県四国中央市立新宮小中学校